# I'm Sorry
I'm Sorry (estilizado como i'm sorry.) é uma série de televisão americana que estreou em 12 de julho de 2017, na truTV. Em 17 de agosto de 2017, a truTV renovou a série para uma segunda temporada.

## Elenco

### Principais
- Andrea Savage como Andrea Warren
- Tom Everett Scott como Mike Harris
- Olive Petrucci como Amelia Harris-Warren

### Recorrente
- Kathy Baker como Sharon
- Nelson Franklin como David
- Judy Greer como Maureen
- Jason Mantzoukas como Kyle
- Martin Mull como Martin
- Lyndon Smith como Miss Shelly
- Gary Anthony Williams como Brian
- Steve Zissis como Sandy

## Recepção

### Reposta da crítica
A primeira temporada de I'm Sorry recebeu críticas positivas. O site de agregadores de revisão Rotten Tomatoes relatou um índice de aprovação de 73%, com uma classificação média baseada em 10 comentários. Metacritic, que usa uma média ponderada, atribuiu uma pontuação de 64 em 100 com base em 7 revisões, indicando "geralmente favorável comentários".
Em uma análise positiva, Tim Goodman do The Hollywood Reporter declarou: "Há muitas minas neste estilo, então não é como se Savage tivesse feito algo errado ao entrar na briga, mas eu sinto muito o desejo de encontrar o seu próprio Mas logo no início do show parece que já está no ritmo, o que é uma surpresa agradável." 